# Neosarmatium rotundifrons
Neosarmatium rotundifrons is een krabbensoort uit de familie van de Sesarmidae. De wetenschappelijke naam van de soort werd in 1869 voor het eerst geldig gepubliceerd door Alphonse Milne-Edwards.